# 馬英九政府
馬英九政府（通稱馬政府）是指2008年5月20日至2016年5月20日，馬英九擔任第12任及第13任中華民國總統期間所領導的中華民國政府。2008年總統選舉中國國民黨候選人馬英九、蕭萬長以765萬票勝出，實現中華民國第二次政黨輪替；2012年總統選舉，馬英九搭檔吳敦義，再度以689萬票成功連任。
馬英九政府任內歷經六個內閣，分別為劉兆玄內閣、吳敦義內閣、陳冲內閣、江宜樺內閣、毛治國內閣和張善政內閣，共六位六任。其中，張善政是政府遷台後首位無黨籍的閣揆。國民黨在2008年立法委員選舉及2012年立法委員選舉中成為國會多數黨並單獨擁有過半席次，是自解嚴以降第二次「完全執政」。

## 政府人事

### 副總統
|      |      |        |               |               |            |  |  |
| 次序 | 肖像 | 姓名   | 任職期間      | 任職期間      | 所屬政黨   |  |  |
| 次序 | 肖像 | 姓名   | 到任時間      | 卸任時間      | 所屬政黨   |  |  |
| 1    |      | 蕭萬長 | 2008年5月20日 | 2012年5月20日 | 中國國民黨 |  |  |
| 2    |      | 吳敦義 | 2012年5月20日 | 2016年5月20日 | 中國國民黨 |  |  |

### 內閣
|           |          |          |               |               |          |            |  |
| 內閣 次序 | 閣揆肖像 | 閣揆姓名 | 任職期間      | 任職期間      | 任職期間 | 所屬政黨   |  |
| 內閣 次序 | 閣揆肖像 | 閣揆姓名 | 到任時間      | 卸任時間      | 任期時間 | 所屬政黨   |  |
| 1         |          | 劉兆玄   | 2008年5月20日 | 2009年9月10日 | 1年113天 | 中國國民黨 |  |
| 2         |          | 吳敦義   | 2009年9月10日 | 2012年2月5日  | 2年148天 | 中國國民黨 |  |
| 3         |          | 陳冲     | 2012年2月6日  | 2013年2月18日 | 1年12天  | 中國國民黨 |  |
| 4         |          | 江宜樺   | 2013年2月18日 | 2014年12月8日 | 1年293天 | 中國國民黨 |  |
| 5         |          | 毛治國   | 2014年12月8日 | 2016年2月1日  | 1年55天  | 中國國民黨 |  |
| 6         |          | 張善政   | 2016年2月1日  | 2016年5月20日 | 109天    | 無黨籍     |  |

### 交接前總統直屬單位
|                |                |        |            |
| 職銜           | 職銜           | 姓名   | 所屬政黨   |
| 總統府秘書長   | 總統府秘書長   | 曾永權 | 中國國民黨 |
| 總統府副秘書長 | 特任           | 熊光華 | 中國國民黨 |
| 總統府副秘書長 | 政務           | 蕭旭岑 | 中國國民黨 |
| 總統府發言人   | 總統府發言人   | 陳以信 | 中國國民黨 |
| 總統府發言人   | 總統府發言人   | 馬瑋國 | 中國國民黨 |
| 國家安全會議   | 秘書長         | 高華柱 | 中國國民黨 |
| 國家安全會議   | 諮詢委員       | 邱坤玄 | 中國國民黨 |
| 國家安全會議   | 諮詢委員       | 甘逸驊 |            |
| 國家安全會議   | 諮詢委員       | 張濟平 |            |
| 國家安全會議   | 諮詢委員       | 袁桂笙 |            |
| 國家安全會議   | 諮詢委員       | 王福林 |            |
| 國家安全會議   | 諮詢委員       | 楊念祖 | 無黨籍     |
| 國家安全局局長 | 國家安全局局長 | 楊國強 |            |
| 國史館館長     | 國史館館長     | 呂芳上 | 中國國民黨 |

## 內政

### 政府再造
2008年7月，行政院成立「行政院組織改造推動小組」，並於之後陸續通過各機關組織法修正，預計將內閣整併為13部、9會、2總處與3獨立機關。截至2016年5月19日馬政府解散前，完成組織改造的部會如下：
- 行政院文化建設委員會升格為「文化部」
- 行政院衛生署升格為「衛生福利部」
- 行政院勞工委員會升格為「勞動部」
- 行政院國家科學委員會升格為「科技部」
- 行政院主計處改制為「行政院主計總處」
- 行政院人事行政局改制為「行政院人事行政總處」
- 行政院新聞局裁撤，另於院本部設置「新聞傳播處」（發言人室）
- 行政院青年輔導委員會降編為「教育部青年發展署」
- 行政院體育委員會降編為「教育部體育署」
- 行政院經濟建設委員會與行政院研究發展考核委員會整併為「國家發展委員會」
- 行政院北美事務協調委員會改隸外交部

### 縣市改制
2010年行政院核准縣市合併升格案，臺北縣升格為「新北市」，原臺中縣則與原省轄臺中市合併升格為「臺中市」、臺南縣市合併升格「臺南市」以及高雄縣市合併升格「高雄市」，形成全國共有5座直轄市的「五都」局面。2014年，行政院再核准桃園縣升格為「桃園市」，從此五都變成「六都」。
縣市合併升格後，直轄市長和市議會選舉與縣市長及縣市議會選舉、鄉鎮市長和鄉鎮市民代表、村里長選舉合併舉行，另外也新增直轄市山地原住民區的區長與區民代表選舉，統稱為「九合一選舉」，從此固定兩年辦理一次選舉（總統立委、九合一）。

### 人權政策

#### 批准公約
- 2009年5月14日，總統馬英九簽署《公民與政治權利國際公約》與《經濟社會文化權利國際公約》（下稱「兩公約」）批准書，並透過友邦向联合国秘书处遞交批准書，但遭以2758號決議為由退回。年底，立法院通過《兩公約施行法》，將公約內國法化，使其具有國內法之效力。
- 2014年8月20日，立法院通過《身心障礙者權利公約施行法》；2016年5月16日，馬英九總統於卸任前簽署批准《身心障礙者權利公約》。

#### 人權教育
2011年，行政院文化建設委員會成立「國家人權博物館籌備處」，將景美人權文化園區與綠島人權文化園區兩處具有人權教育性質的歷史建築納入管轄，並於2012年起連年針對大專院校學生辦理「青年人權體驗營」，逐步實踐人權教育。

### 民族政策
行政院原住民族委員會於2014年6月正式承認以往被視為是鄒族分支的「卡那卡那富族」與「拉阿魯哇族」地位，藉以尊重不同族群間的文化認同，同時也加深關懷原住民族中較為弱勢的族群。

## 經濟

### 經濟概況
臺灣的人均GDP在馬政府執政期間除第一年因金融海嘯的緣故為負成長外，其後皆逐年增長，成長幅度較前朝略為增加。根據國際貨幣基金組織的統計，其上任時為18,054美元（2008年），至卸任時則為23,071美元（2016年）。另依瑞士洛桑管理學院發佈的年度世界競爭力年報，2008年～2016年間臺灣的國際競爭力排名除2009年之外均保持在全球前15名，其中2010年至2012年更是連續三年擠身全球前10名之內。

### 愛臺十二建設
「愛台十二項建設」是馬蕭陣營於競選期間提出的政見，上任後投入約3兆元的經費推動以刺激經濟，計劃內容包括桃園航空城、高雄港再造工程、鐵路地下化、農村再生、防洪治水與下水道建設等等。截至馬政府任期結束前，實際執行完成的內容有臺北捷運內湖線、新莊線、蘆洲線、信義線和松山線等延伸工程、台灣高鐵新增南港、苗栗、彰化和雲林4站、南港鐵路地下化專案、高雄環狀輕軌第一階段部分工程、三國通道、高雄展覽館、高屏溪整治專案、全國公車導入智慧服務系統等等，以及大幅提升各縣市下水道納管的普及率。
不過，由於高鐵和高雄捷運通車後運量不如預期、且面臨自償率過低的問題，許多地方政府的軌道建設計劃也在此時期遭到交通部退回，包括基隆輕軌、新竹輕軌、台中捷運藍線、臺南捷運以及高雄捷運黃線等，造成往後十年城市軌道交通發展停滯的情形。

### 公路建設
除了軌道建設之外，2008年時馬政府為緩解中山高速公路桃園段長久以來嚴重的交通壅塞問題，加速核定五股楊梅高架道路建設計畫，並壓縮原本5年工期至3年，全線最終於2013年4月通車啟用。此外，台9線枋山－臺東路段也面臨車道過窄及海岸路基受侵蝕的問題，每逢年節車輛更是將金崙市區擠得水洩不通；因此交通部另啟動「南迴公路拓寬改善工程」，拓寬臺東沿岸的海岸公路並興建金崙大橋，同時草埔隧道於2019年完工後也大幅縮短了南迴公路的行車時間。

## 能源

### 核四封存
2011年日本發生311大地震導致福岛第一核电站事故後，臺灣國內的反核聲浪達到高峰；2014年4月，前民主進步黨主席林義雄宣布絕食以抗議執政黨續建核四廠，同時凱達格蘭大道也湧入上萬名反核民眾聲援林義雄。馬政府在民意壓力下，宣布「封存核四」－包括1號機安檢後封存、2號機停工，總統馬英九並呼籲不應放棄任何能源選項。

### 大林電廠改建
2009年6月5日，行政院環保署召開審查大林發電廠更新4座燃煤機組的環評專案會議，計畫將當時的1至5號舊燃煤發電機組更新為新一代的4座燃煤機組，目的是為了增加南電北送的發電量。

## 外交

### 外交方針

#### 活路外交
馬政府上任後兩岸關係漸趨緩和，在外交上推行「活路外交」的主張以避免扁政府時期烽火外交導致的困境，呼籲兩岸應外交休兵，停止進行搶奪邦交國的零和對抗。在國際參與和非邦交國關係方面，則以參加联合国所屬的功能組織、並與各國維繫實質關係為優先考慮，同時大力推動互惠免签证或落地簽證措施。中華民國護照於2008年馬政府甫上任時享有58個國家免簽或落地簽待遇，至2016年其卸任前大幅攀升至140餘國。
2009年至2016年間，由於先前世界卫生组织與北京間私下簽署關於台灣與會資格之諒解備忘錄，北京方面考量兩岸關係回暖，便同意台灣以「观察员身份」出席世界卫生大会；而國際民航組織也曾於2013年發函邀請台灣作為觀察員國與會。
2013年11月14日，甘比亞總統賈梅無預警宣布與台灣斷交，中國外交部則表示事前並不知情，且基於兩岸和平原則，不會與該國建交。然而2016年總統馬英九卸任前夕，冈比亚宣布與中华人民共和国復交，輿論將之視為是活路外交「零斷交」的敗筆。

#### 釣魚臺主權立場
在釣魚臺列嶼的主權問題上，馬政府承襲過去中華民國政府的一貫主張，堅持釣魚臺及其附屬島嶼為中華民國之固有领土，並提出「東海和平倡議」呼籲各方和平對話。對此，時任日本外務大臣玄葉光一郎表示無法接受，中國國臺辦主任王毅亦僅是冷淡回應「注意到相關立場」。
2012年9月，台灣民間發起保釣行動，海巡署為宣示主權，出動和星艦、連江艦、南投艦、花蓮艦、金門艦及3艘巡護船、4艘巡防艇，共計12艘艦艇全程護航，艦上並配置武裝特戰隊員，在釣魚臺周邊海域與日本海上保安廳艦艇相互發動灑水驅離攻勢；2013年時亦發生「全家福號保釣事件」，民間保釣船隻「全家福號」前往釣魚臺島欲安放媽祖神像，遭到日方阻擋，引發日本海上保安廳船艦、臺灣海巡署艦艇與中國海監船三方對峙的情形。兩起事件均引起東京當局不滿，華府方面也頗有微詞，之後即未再發生被美日視為「挑釁」的護主權行動，但同時也加速了台日之間的漁權談判。

#### 南海主權立場

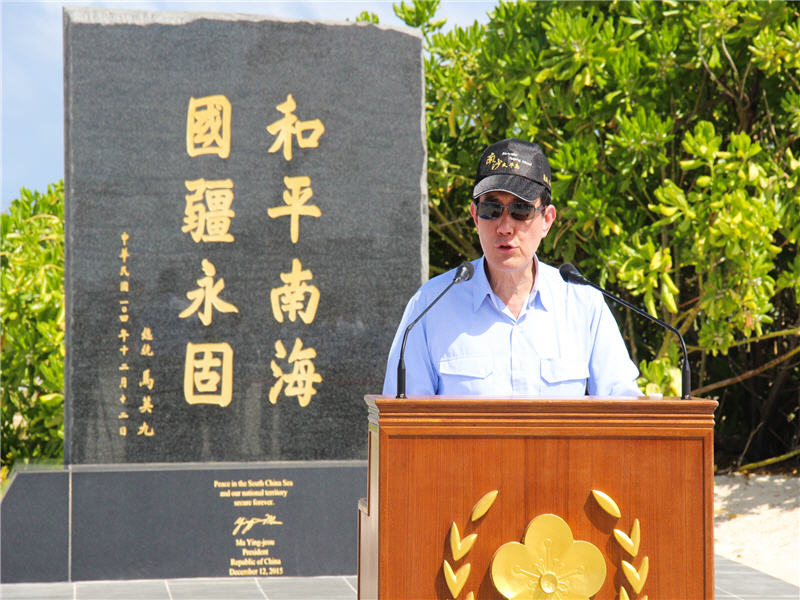
馬英九總統登上太平島視察並慰勉駐軍

關於南海諸島的主權爭議問題，馬政府並延續過往「十一段線」的一貫主張，聲稱包括東沙、西沙、中沙及南沙群岛在內均為中華民國固有海域與領土。2016年1月，總統馬英九於將卸任之際親抵太平島視察並發表「南海和平倡議」，主張「主權在我，擱置爭議，和平互惠，共同開發」。適逢南海仲裁案結果出爐前夕，馬英九又分別於3月和5月各登島一次以宣示主權並反映中華民國政府態度；然而這一連串行動卻引起越南、菲律宾等其他主權聲索國的抗議，美国方面也對此舉表示失望，認為對於解決爭端毫無貢獻。

### 雙邊關係

#### 臺灣－美國關係
馬政府時期，美国適逢歐巴馬總統主政期間，彼時的民主黨政府與美國政界普遍對北京抱持積極合作和友善的態度，馬政府力求和平交流的兩岸政策與華府的期望相符，因此台美關係的發展堪稱順遂。2010年代初期正值自由貿易盛行之際，馬政府也跟緊潮流試圖擴大與美國的貿易規模，2012年時宣布開放含有瘦肉精的美國牛肉進口，換得美方於同年對臺灣民眾開放免簽證旅遊觀光；然而後續因開放美牛造成國內民意與在野黨的強烈反彈，針對其他肉類進口不得不暫緩開放，也導致了TIFA談判遭到美方擱置。
不過，馬政府時期的台美關係仍發生過摩擦。2015年1月，駐美代表沈呂巡率領外交官員及駐美軍事代表團武官在雙橡園舉行升旗典禮，駐美官兵並著中華民國國軍制服出席；經臺灣國內媒體大肆報導後，中國駐美大使館向美國政府抗議，美国国务院表示事先並不知情，並對此一行為感到失望；美國在台協會則發表聲明，希望臺灣方面確保這類情事不會再發生。

#### 臺灣－日本關係
馬政府上任不久後遭遇日本历史上罕見的一次政黨輪替，當時執政的左翼聯合政府採取迎合北京的態度，刻意降低與台灣的接觸。2011年311大地震發生後，台灣各界湧入高達新臺幣66億元的善款，是捐款額度最高的國家；然而日本政府卻在隔年的週年追悼會上冷落出席的臺灣駐日副代表羅坤燦，不僅未邀請與其他外國使節一起獻花，甚至將其座位安排在一般民眾席，遭到在野黨議員抨擊失禮，甚至引發民間團體抗議，迫使首相野田佳彥出面道歉。
2012年底選舉在野的自民黨重新奪回政權，安倍晋三回鍋出任首相，有意同時與臺北和北京發展關係，不僅改善了前朝外交失禮的舉措，在釣魚臺主權爭議上就附近海域的漁權問題展開談判；雙方於2013年簽署《臺日漁業協議》，共同劃定漁船作業海域和兩國公務船執法範圍，同時設立「台日漁業委員會」作為定期溝通機制。此一時期的台日關係在安倍持續釋出善意下相當良好，不過卻曾發生一起插曲：2014年時东京国立博物馆原定展出台北故宮鎮館之寶「翠玉白菜」的特展，展出前夕馬政府忽然以宣傳海報及門票上未印有「國立」字樣，怒批日方矮化國格，要求東博重新補上否則不惜撤展，總統夫人周美青的訪日行程也將取消。最終東京方面順從台北的全部要求，展覽才如期展出。
另外，臺灣與日本的民間互動也在311震災後發生了大幅度的轉變，來自臺灣的捐款與援助使得日本民間大為感激，不僅網友自動發起「謝謝臺灣計畫」，官方和民間更是連年以各種形式答謝台灣。如此風潮也促成兩國彼此間的好感度大為提升，促進雙邊在教育、文化、災害防治等領域的各項交流，同時更形成了至為特殊相互援助的風氣，一定程度的影響了官方的決策。2016年台南大地震發生後，安倍內閣第一時間派遣救難隊抵達現場協助救災，日本各界更是在「報恩」的號召下，募集了超過200億日圓的捐款金額。

#### 臺灣－菲律賓關係
菲律宾曾於2011年時將境內逮捕的台籍嫌犯遣返至中国大陆，引起馬政府不滿，一度宣佈召回大使。2013年5月，菲律賓海警在巴士海峽的台菲重疊經濟海域射殺無武裝的臺灣漁民，再度引發兩國之間的高度緊張，是為「廣大興28號事件」。事發後，臺灣政府要求菲方於72小時內道歉，但艾奎諾三世政府一開始態度消極、不願正面回應，甚至以「一个中国政策」為由拒絕道歉；馬政府在朝野一致要求對菲採取強硬措施的要求之下，祭出驅逐大使、召回大使、凍結勞工申請、中斷農漁業合作計劃與航權談判等外交手段，並出動海軍前往周邊海域護漁後，馬尼拉當局才最終正式道歉，同時同意由雙方共組聯合調查團調查該事件。
廣大興事件後，雙方為進一步解決漁權爭議，於2015年簽署《台菲漁業事務執法合作協定》，約定雙方執法時應避免使用暴力、建立緊急通報及迅速釋放機制；但對於執法範圍則由雙方各自主張。

#### 臺灣－新加坡關係
新加坡總理李显龙與馬英九等中國國民黨人士過去素有私交，新加坡本身的外交方針也是盡量避免在兩岸之間選邊站，因此馬政府執政期間台星關係相當良好，並未如同扁政府時期般公開發生衝突。2015年新加坡國父李光耀過世，星方特別准許總統馬英九以個人身份前往新加坡悼唁並參加家祭；不過為了避免兩岸領導階層公開碰面，馬英九此次低調出訪並未出席国葬。此次出訪行程也是自李登輝以降，首次有現任元首踏上新加坡國土。
經貿關係方面，台星兩國自2011年起展開雙邊貿易談判，最終於2013年簽署《臺星經濟夥伴協定》，是臺灣與东南亚國家簽署的首個自由貿易協定，將有助於進一步拓展東協市場。另外在兩岸關係方面，新加坡本身的地位相當特殊，曾多次替雙方傳話以及擔任調停的角色。2015年的两岸领导人会面即是由新加坡政府居中促成，同時也在新加坡當地舉行。
饒是如此，台星關係亦曾於2012年一度惡化，當時駐星代表史亞平受中華民國外交部通令全球外館盛大慶祝建國百年，因此在2011年的雙十國慶酒會上懸掛中華民國國旗、並獻唱中華民國國歌，引起新加坡外交部極度不滿，甚至將其列為不受歡迎人物。事後外交部召回史亞平，並在當年度的APEC會議上由出席領袖代表連戰與李顯龍私下會晤，才化解外交僵局。

#### 臺灣－紐西蘭關係
馬政府於2013年與新西兰簽署《臺紐經濟合作協定》，是台灣與非邦交國簽署的第一個自由貿易協定。紐西蘭本身對台灣享有貿易順差，且僅佔台灣全球經貿往來的第40名，官方認為此協定的主要意義在於推動與其它貿易伙伴洽簽類似協議，因紐西蘭本身為TPP與RECP的成員國，此協議將為台灣加入這兩個區域貿易組織創造有利條件。

## 兩岸

### 兩岸方針
馬政府的兩岸政策基調為「九二共識，一中各表」，主張「兩岸同屬一個中國，其內涵則由雙方政府各自表述」，並認為九二共識正是促成辜汪會談的基礎。馬英九總統也在就職典禮中拋出「新三不政策」－即「不統、不獨、不武」，以此作為兩岸交往的原則，且持續維持至其卸任為止。不過，北京方面對於中國國民黨主張的「各自表述」論述始終持否定態度，僅強調兩岸同為一個中國。

### 全面交流（2008－2014）
馬政府的兩岸方針獲得北京當局肯定，自2008年以降兩岸在藝術、文化、學術及經貿等各領域的交流開始了突破性進展，達到了1949年兩岸分治以來前所未見的榮景。觀光旅遊方面，雙方於2008年簽署《海峽兩岸關於大陸居民赴台灣旅遊協議》開放團客包機直航，隨後開闢定期航線，2011年起再開放赴台自由行，大批的中國大陸遊客開始湧入全台各地的觀光景點，開啟了廣大的旅遊商機；在教育方面，立法院則是修正相關法規，於2011年起正式開放中國大陸學生赴臺灣就讀；至於司法互助部分，兩岸則是於2009年簽署《海峽兩岸共同打擊犯罪及司法互助協議》，建立合作打擊犯罪與司法合作機制。
在如此熱絡的氛圍之下，兩岸民間的往來也達到巔峰。由於雙邊政府皆鼓勵互相交流，對於彼此差異性的容忍度也相對較高，北京當局甚至破例允許境內網站直播2012年中華民國總統選舉的副總統候選人電視辯論會；2014年首次王張會後，中共的《涉台用语》規範也罕見地將對於陸委會需加註引號的規定移除。而城市交流方面，北京更破格允許民主進步黨籍地方首長訪問中国大陆，其中就包括了被認為「台獨」色彩濃厚的臺南市長賴清德，其出訪上海市期間公開談及《台獨黨綱》甚至是最為敏感的六四事件，北京也僅予以冷處理。

### 政熱經冷（2014－2016）
2014年太陽花學運爆發之後，馬政府顧慮到主流民意逐漸不再支持兩岸進一步深化交往，同時間北京亦意識到對台政策出了問題，因此在政治往來層面雖看似愈來愈邁向高峰，但原先計劃的經貿連結則被凍結擱置，出現了「政熱經冷」的現象。馬政府執政的最後兩年，兩岸官方首次出現對等接觸、甚至在2015年促成雙方領導人會面，不過較之其第一任期，其兩岸政策舉措支持度已明顯下降，民間也開始出現警惕中華人民共和國的情緒。
雖然兩岸交流仍然熱絡，然而檯面上的衝突也於此際開始浮出。2015年1月，中華人民共和國政府在未事先與臺灣方面協商之下，逕自劃設新的「M503航線」，引起交通部民用航空局的抗議，認為對台造成飛航與國防安全的衝擊，稱為「M503航路事件」。北京方面自始無意收回政策，對峙僵局並持續延續到後來的蔡英文政府。

#### 王張會

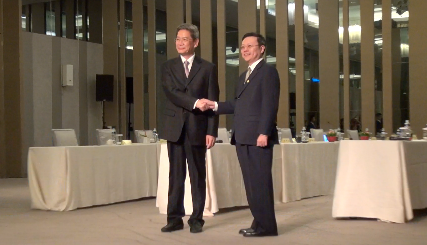
2014年6月，陸委會主委王郁琦（右）與國台辦主任張志軍（左）在臺北舉行會談

2014年2月，時任行政院大陸委員會主任委員王郁琦首度出訪中国大陆與國務院臺灣事務辦公室主任張志軍會晤，是兩岸首次官方對口單位的公開接觸；王郁琦也前往南京中山陵謁陵，並以「大陸委員會主任委員」的官銜署名發表《祭國父陵文》。張志軍隨後也於同年6月，在陸委會的邀請下訪問臺灣；然而因數月前的太陽花學運導致臺灣內部的反中聲浪開始高漲，張志軍此行沿途遭逢抗議，甚至在高雄發生座車被潑漆的事件，因而取消行程提早返回。不過，馬政府並未放棄與中國大陸當局的進一步交流，兩岸於當年度北京APEC峰會後第三度舉行王張會談，並敲定隔年初在金門的「王張四會」，惟因復興航空空難而臨時取消；同時，陸委會與國台辦間的「兩岸熱線」也在2015年順利開通。

#### 馬習會

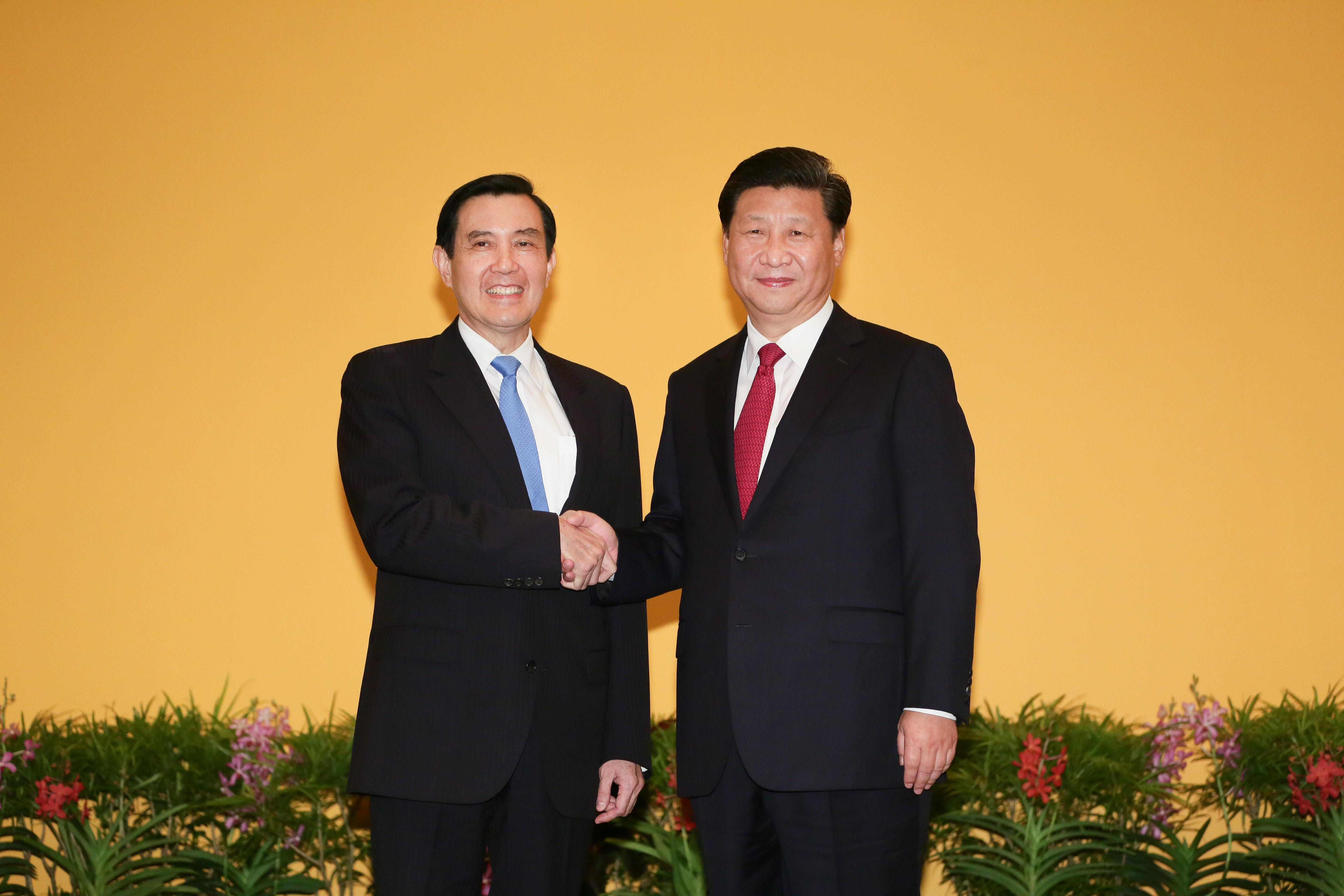
總統馬英九（左）與中國大陸最高領導人習近平（右）於新加坡會晤

馬政府於執政最後兩年間，雖逢反中浪潮的民意席捲而暫停經貿往來的腳步，但政治上的交流卻不曾停歇。2015年11月，在新加坡政府居中牽線下，總統馬英九乘坐專機抵達新加坡，與時任中國大陸最高領導人、中共中央總書記習近平在香格里拉大酒店公開會面，成為1949年兩岸分治以後，逾60年來雙方領導人的首次會晤，吸引超過190家媒體前往採訪。會後，行政院大陸委員會公布馬習二人閉門會議的談話內容，指出馬英九在會中表示兩岸均堅持「一個中國原則」，並重申「一中各表、反對台獨」。

### 經貿交流
歷經五次貿易談判後，兩岸於2010年正式簽署《海峽兩岸經濟合作架構協議》（簡稱ECFA），作為簽署貿易協定前的架構性框架協議，內容涵括貨品貿易、服務貿易、投資保障及爭端解決協商等。2013年，海基會與海協會在上海簽署《海峽兩岸服務貿易協議》，原先預計於隔年生效，未料卻引起在野黨的強烈反彈，最終引發佔領國會的學運抗爭，導致《服貿協議》被擱置，所有談判軋然中止。由於臺灣內部民意強烈反對兩岸進一步深化經貿往來，因此原本協商中的《貨貿協議》也因之胎死腹中，後續相關貿易磋商皆停滯不前。

### 台港澳關係
因兩岸關係好轉，台灣與港澳之間的關係亦進一步升級。2011年，台灣相繼和香港、澳門換文簽署諒解備忘錄互設辦事處；陸委會主委王郁琦也在2013年時訪問澳門，與特首崔世安會晤並互以官銜相稱。

## 國防

### 裁軍計畫
自1990年代起開始實施裁軍計畫後，隨著2011年第二階段的「精進案」告一段落，便於2012年啟動第三階段的「精粹案」，其改革內容包括：（一）組織方面將國家中山科學研究院轉型為行政法人、國防部本部引進政風室，另將憲兵司令部和後備司令部降編參謀本部管轄，並裁撤聯勤司令部。（二）兵力方面則從27萬5千減為21萬5千的現役軍人數目，金門駐軍亦縮編至僅剩4,000兵力。「精粹案」在2015年達成目標，國防部並繼續朝第四階段的「勇固案」落實。

### 美國軍售
馬政府八年間美国僅對台軍售4次，由於歐巴馬政府的友中政策考量，不僅軍售項目嚴格限制於防禦性武器，更曾連續三年未批准軍售案，甚至在2015年時國務院通知國會後，遭白宮國安會撤回價值10億美元的軍售案。其軍售項目包括派里級巡防艦、UH-60M黑鷹直升機、阿帕契直升機以及愛國者飛彈和F-16戰鬥機裝備升級等等。

## 財政

### 高鐵財改
台灣高鐵以BOT模式興建營運，通車初期運量並不如預期，導致台灣高鐵公司負債累累，馬政府擔憂財務問題惡化將影響高鐵營運，宣布分階段啟動「高鐵財務改革」，歷經毛治國與葉匡時兩任交通部長，透過贖回特別股、增資泛公股事業及全民認股等措施，最終於2015年完成改革，挽救高鐵公司瀕臨破產的命運。

### 年金改革
過去由於軍警、公教人員的薪資相對少，因此國家給與相當優厚的福利，包括18%退休優存、子女教育補助及三節慰問金等等；但到了21世紀後由於失業率攀升，軍公教儼然成為薪資相對優渥且穩定的職業，國家財政也逐漸負擔不起龐大的軍公教福利支出。對此，馬政府任內曾提出「年金改革」的構想，卻因選票考量而未真正施行，僅停止發放無法源依據的軍公教年終慰問金。

## 教育

### 十二年國教
教育部宣佈於103學年度（2014年）起實施「十二年國民基本教育」方案，自該年度入學的高中職學生首次適用。12年國教的基本構想是希望能將义务教育從9年延長至12年，不過高中職／五專前三年並不強迫入學。在高中職升學方面，2014年起由「國中教育會考」取代基測，同時新增免試入學方案，並要求學生投入一定時數的志工服務作為升學條件。

### 課綱微調
陳水扁政府任內最後一年所規劃的《98課綱》在馬政府上任並未實施，而是以新的《99課綱》取代，之後再行頒布《101課綱》。至2014年時，馬政府有意再調整課綱，教育部於是聘任統派學者王晓波等人組成「課綱審訂小組」，針對現有歷史課綱內的「台灣地位未定論」予以刪除，欲建構以中華文明為主體的史觀，並修改「鄭氏」、「日治時期」等用詞為「明鄭」、「日本殖民統治時期／日據時期」，同時刪減公民科中關於二二八事件與白色恐怖的敘事內容，稱作課綱微調或104課綱。此項政策在當時遭到學者教授、高中學生以及在野黨的強烈反彈，甚至因而引發學運抗爭；但在時任教育部部長吳思華的強硬立場下，執政當局並未撤回微調內容，僅開放各學校自行選用課綱版本。

## 施政爭議

### 政策爭議

#### 美牛進口
2012年，政府宣布有條件開放進口含有瘦肉精的美国牛肉，引發在野黨及農民抗議。由於當時國際食品法典委員會尚未制定出相關藥物劑量的安全標準，因此在野黨認為政府罔顧人民食品健康安全；農民則認為美國牛肉進口會導致削價競爭，並將連帶衝擊國內其他畜牧產業。

#### 高雄自貿生態港
2008年馬英九參選總統時曾提出「愛台十二建設」的政見，其中的子項目包括被稱作「高雄港市再造」的「高雄自由貿易及生態港」，預定投資577億新臺幣；2012年總統大選時馬吳陣營再次將該政見納入「高雄海空經貿城」及「黃金十年」計劃。然而該政見遭在野黨立委批評，愛台十二建設實際投入高雄市的預算只有三分之一不到，僅編列高雄港洲際貨櫃中心的預算。

#### 反媒體壟斷
2012年7月，國家通訊傳播委員會針對旺旺中時併購中嘉案做出有條件通過的決議，引發民間學者認為將形成媒體壟斷；由於旺旺中時集團的親中立場相當明顯，新聞界擔憂併購案通過後將對臺灣的新闻自由造成衝擊，因而發起「反媒體壟斷運動」、訴求制定《反新聞壟斷法》，並於同年9月號召數千名群眾上街出席「反媒體壟斷大遊行」。隔年2月，通傳會認定旺中集團未能履行條件，決議不通過併購案。

#### 大埔強拆事件
2009年苗栗縣竹南鎮發生大埔強拆抗爭事件，地方政府聯合中央政府以科學園區的開發名義強制拆遷，引發住戶與台灣農村協會抗爭。過程中，拆遷住戶之一張森文喝農藥自殺身亡後，以及苗栗縣政府趁住戶北上抗議之際連夜拆遷，使得越來越多學生、民眾加入抗爭行動，不僅喊出「今天拆大埔，明天拆政府」的口號，凱道上的「818拆政府行動」抗議集會甚至一度升級演變為佔領內政部事件。

#### 反服貿抗爭
《兩岸服務貿易協議》是在ECFA架構下所簽署關於服務業的貿易協議，2013年由海基會與海協會在上海簽署。由於內容涉及農產品、養殖漁業、出版業及美容美髮等眾多勞力產業，引發台灣內部擔憂削價競爭、產業競爭力不足與言論自由受中共當局控制威脅的憂慮；在野的民進黨下令甲級動員全力阻擋《服貿協議》審查，執政黨會議主席張慶忠則在混亂中宣佈審查通過，引爆大學生及抗議民眾佔領國會長達20多天的抗議事件。
2014年3月24日晚間，抗議群眾佔領立法院議場，要求「退回服貿協議、制定兩岸協議審議條例」，期間更曾一度佔領行政院但遭到警政署出動水砲車驅離。3月30日下午，逾50萬人聚集凱道遊行聲援，對學運表示支持並呼籲政府接受兩項訴求，但皆遭總統府與行政院方面拒絕。4月6日，時任立法院院長王金平進到議場內探視，承諾逐條審查和制定兩岸協議審查機制，整起事件才在抗議群眾退場後正式落幕。該次運動是馬政府任內規模最大的抗議事件，其結果間接導致2014年地方選舉執政黨敗選。

#### 關廠工人事件
1990年代末期，台灣許多紡織工廠惡性倒閉導致員工被資遣，產生勞工與資方間的債務問題，行政院勞工委員會介入協調，卻反而要求關廠工人償還貸款，引發關廠工人多年的抗爭。2012年6月，勞委會再度發函關廠工人返還貸款，並編列預算欲對工人提起訴訟，全國關廠工人連線以「六步一跪」的方式前往總統官邸靜坐抗議，遭到警方強勢驅離；2013年2月5日晚間，約100名關廠工人在臺北車站以臥軌方式進行抗爭，造成鐵路癱瘓約半小時。
2014年3月7日，臺北高等行政法院判決關廠工人勝訴，而勞動部則宣布不再上訴。

#### 反課綱學潮
2015年5月，教育部宣布微調高中課綱，在歷史科與公民科部分引發部分學者、教師以及學生對於微調內容去臺灣化、強調特定史觀以及課綱審定過程不透明的不滿，進而爆發以高中生為主的抗爭運動。7月起，自臺中一中學生率先發起抗議後，全國各地高中生自主串連抗爭，包括建國中學、北一女中、臺南一中和高雄中學等名校在內，總計有超過150間學校學生參與，期間並爆發了佔領教育部、林冠華自焚等事件。然而時任教育部長吳思華面對抗爭局面則是採取強硬立場，強調無意撤回微調內容，並在佔領教育部事件之後提告涉事學生。最終104課綱仍如期施行，教育部僅開放各校自行選用新舊課綱版本。

### 行政疏失

#### 莫拉克風災
2009年8月6日至8月10日間因莫拉克颱風帶來的超大豪雨，政府救災不力導致高雄縣小林村滅村，引發廣大民怨。此次事件被認為是馬政府民望下滑的開始。風災最終導致681人死亡、18人失蹤。

#### 食安問題
馬政府任內爆發一連串食品安全爭議事件，相關單位被民眾認為執法不力、消極作為，懷疑政府無法提供有效因應對策對抗黑心食品，因此民怨四起。歷年食安事件如下：
- 2011年臺灣塑化劑事件
- 2013年臺灣毒澱粉事件
- 2013年臺灣食用油油品事件
- 2014年臺灣劣質油品事件
- 2014年臺灣毒豆乾事件

#### 外交失禮
2010年11月，當時已卸下首相職務的安倍晋三訪問臺灣並會見朝野人士，遭在野的民進黨人士向媒體投訴安倍與民進黨秘書長吳乃仁結束會晤後，外交部竟未提供座車，而是讓安倍自行搭乘計程車返回。外交部初始否認此事，後經民進黨國際事務部主任蕭美琴、立委邱議瑩等人出面證實後，外交部才改口該趟行程是安倍的私人行程；行政院院長吳敦義則承認不妥當、需要檢討。
2013年6月，總統馬英九以軍禮歡迎來訪的瓜地馬拉總統奥托·佩雷斯·莫利纳，又遭媒體揭露外交部竟以公務繁忙為由，拒絕提供圖瓦盧大使陶波座車，導致大使只能自費搭乘計程車前往觀禮和參加國宴，甚至還因計程車無法駛入總統府正門而被迫下車步行入內。事後陶波大使雖解釋是母國仍在採購使館座車，並緩頰「計程車很方便」，仍遭在野黨批評嚴重失禮。

#### 洪仲丘事件
2013年7月，陸軍下士洪仲丘在軍中遭虐待致死案件遭媒體批露後，洪仲丘胞姊洪慈庸等家屬出面控訴國防部消極無作為，引發民眾對軍方長期以不透明且違反人權的訓練方式不滿。8月25日晚間，在公民1985行動聯盟等公民團體的號召下，約25萬人參與了位於凱達格蘭大道上的「萬人送仲丘」集會，抗議國防部黑箱作業、遮掩事實真相並息事寧人。此事件導致兩名國防部長下台，立法院並迅速在三天內修正《軍事審判法》，廢除非戰時軍事審判、回歸普通法院審理；而最為外界所詬病的軍方內部懲處「關禁閉」也在此次事件後遭到廢除。

#### 對岸官員訪台衝突
馬政府上任後兩岸局勢較前朝大為緩和，其任內曾多次邀請中國大陸官員訪問臺灣，包括時任海協會會長陳雲林、副會長張銘清與國台辦主任張志軍等人，並以高規格禮遇相待，掀起在野黨與獨派人士的抗爭。2008年陳雲林訪台之際，警方竟沒收在場抗議人士的中華民國國旗，引發執政當局“喪權辱國”的質疑，之後更爆發了野草莓運動；2014年張志軍訪台，抗議更是如影隨行，其在高雄西子灣的行程更發生座車被潑漆、抗議人士遭拘禁於旅館等事件，致使警方面臨違法執法的指控。

### 其他爭議

#### 633政見跳票
馬蕭陣營曾在競選期間提出「6、3、3」的口號，並將之納入其政策白皮书，即「每年平均經濟成長率達6%」、「失業率降至3%以下」以及「2016年人均國民所得達3萬美元」。然而，至其任期結束以前三項承諾均未達成，2008年～2016年間平均每年經濟成長率僅有約3%，失業率雖有逐年降低的趨勢，但幅度不大、皆維持在4%左右，人均國民所得更始終皆未達3萬美元。

#### 馬王政爭
2013年，最高法院檢察署特別偵查組（簡稱特偵組）在調查民主進步黨立法委員柯建銘的相關案件時，意外監聽到其與時任立法院院長王金平之間疑似關說的內容，總統馬英九在聽取檢察總長黃世銘的報告後，公開召開記者會指責王金平，並以中國國民黨主席的身份主導開除王的黨籍，欲連帶拔除其國會議長的位置，進而引發立法院與總統府之間的政治對抗事件。此次政治鬥爭揭露特偵組秘密監聽國會情事，引起朝野立委的一致強烈反彈，同時特偵組也遭批評淪為政治打手。

## 腳註